# Riley (krater)
För andra betydelser, se Riley (olika betydelser).
Riley är en nedslagskrater på planeten Venus. Riley har fått sitt namn efter den brittiska botanikern Margaretta Riley.
Kratern har en diameter på ungefär 20 km.